# Žalgirio Arena
La Žalgirio Arena è un palazzetto dello sport che ha sede a Kaunas, in Lituania.
L'impianto, edificato tra il 2008 ed il 2011, è stato pensato per ospitare le partite del FIBA EuroBasket 2011, e successivamente gli incontri casalinghi della squadra di pallacanestro dello Žalgiris Kaunas.

## Galleria d'immagini

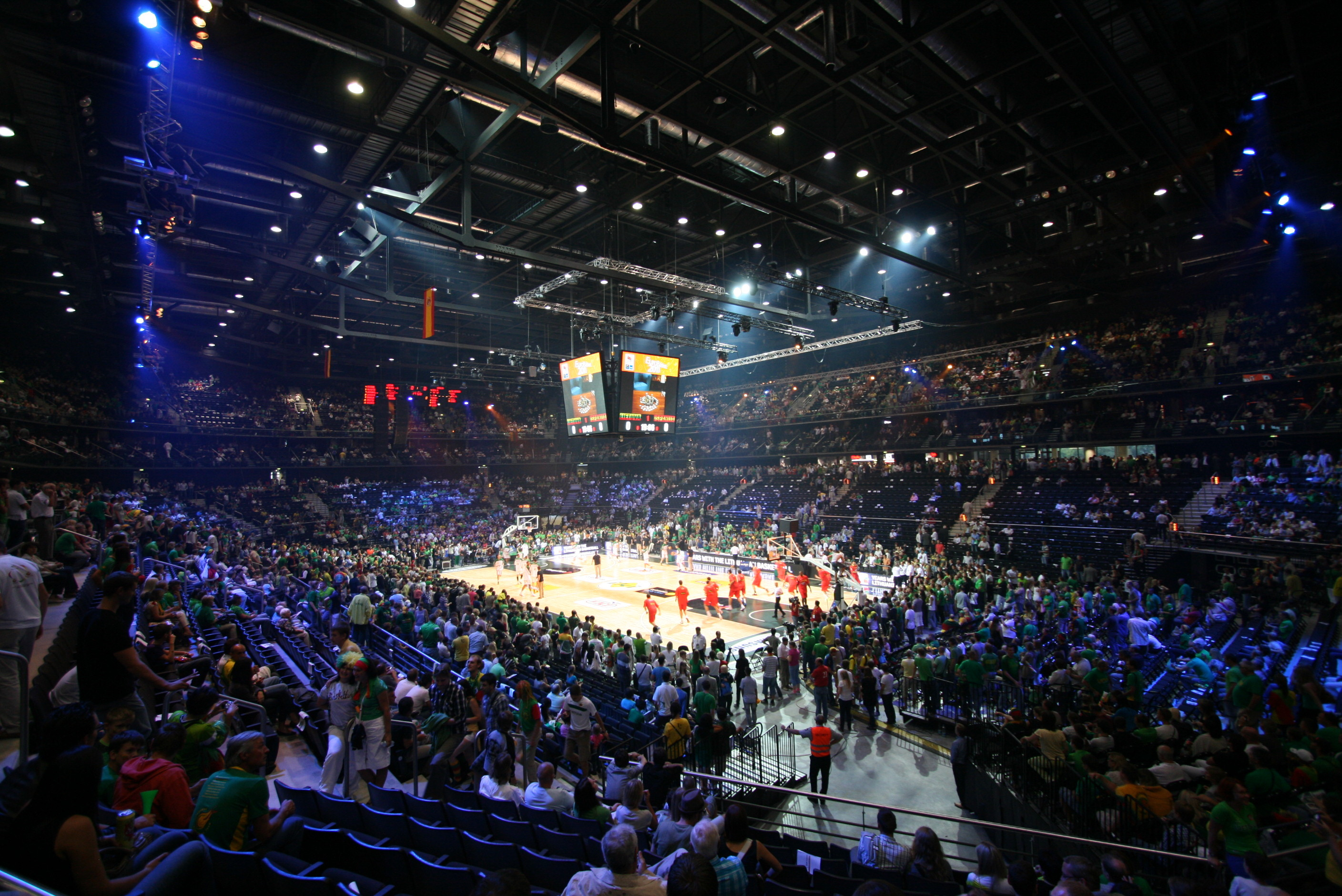
Panoramica interna
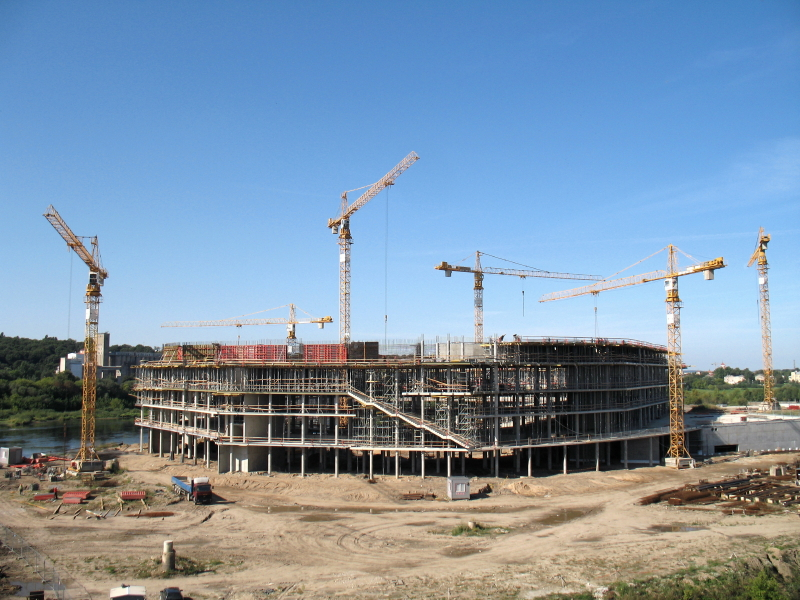
In costruzione